# 壱岐市
壱岐市（いきし）は、長崎県の壱岐島を主な行政区域とする市。2004年（平成16年）3月1日に郷ノ浦町、勝本町、芦辺町、石田町が合併して誕生した。壱岐振興局の所在地。

## 地理

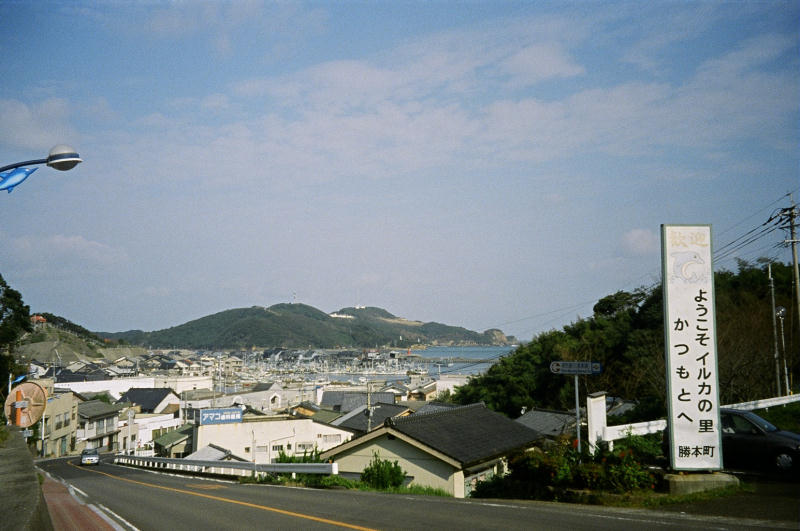
壱岐市勝本町

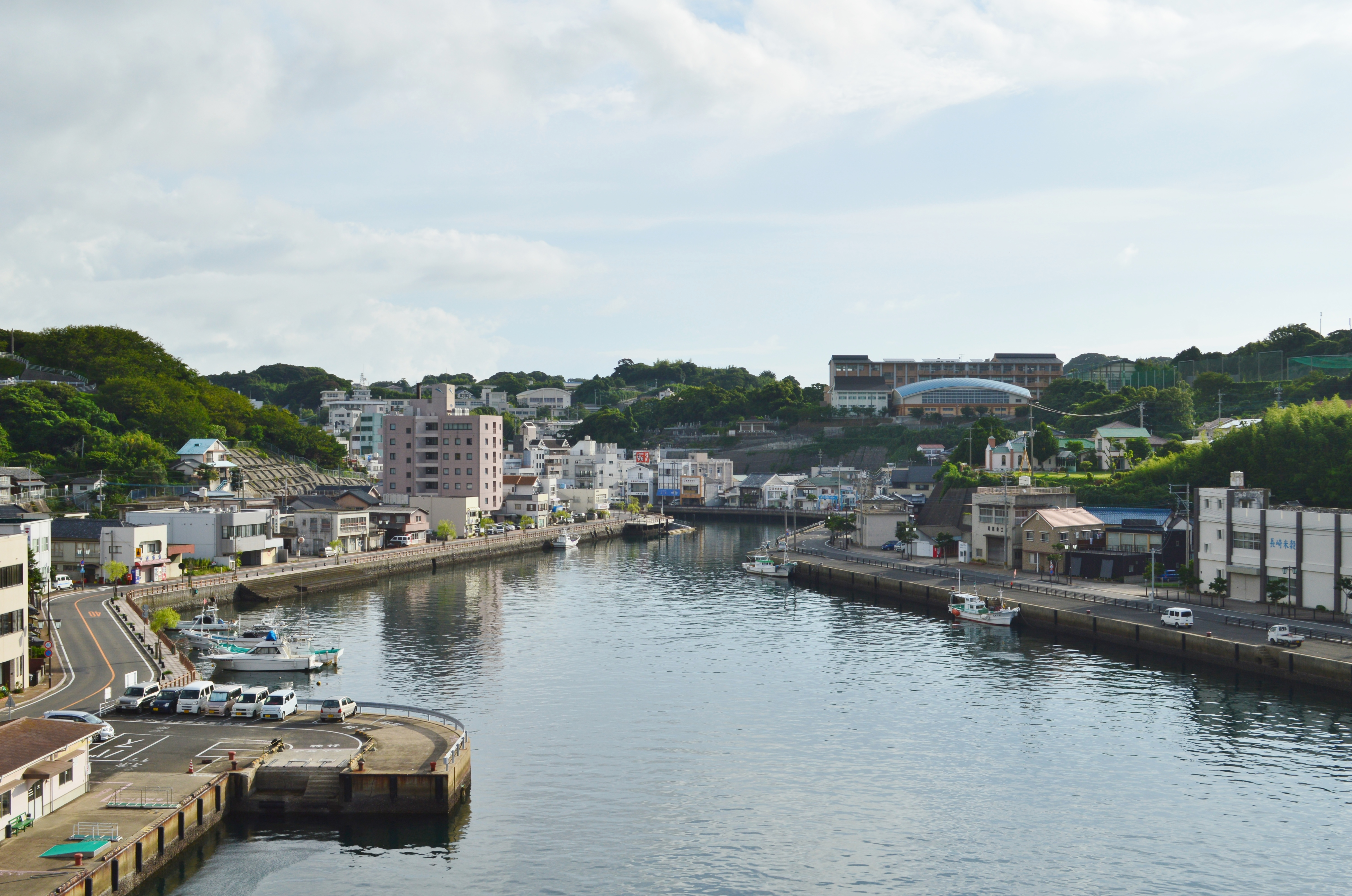
郷ノ浦港

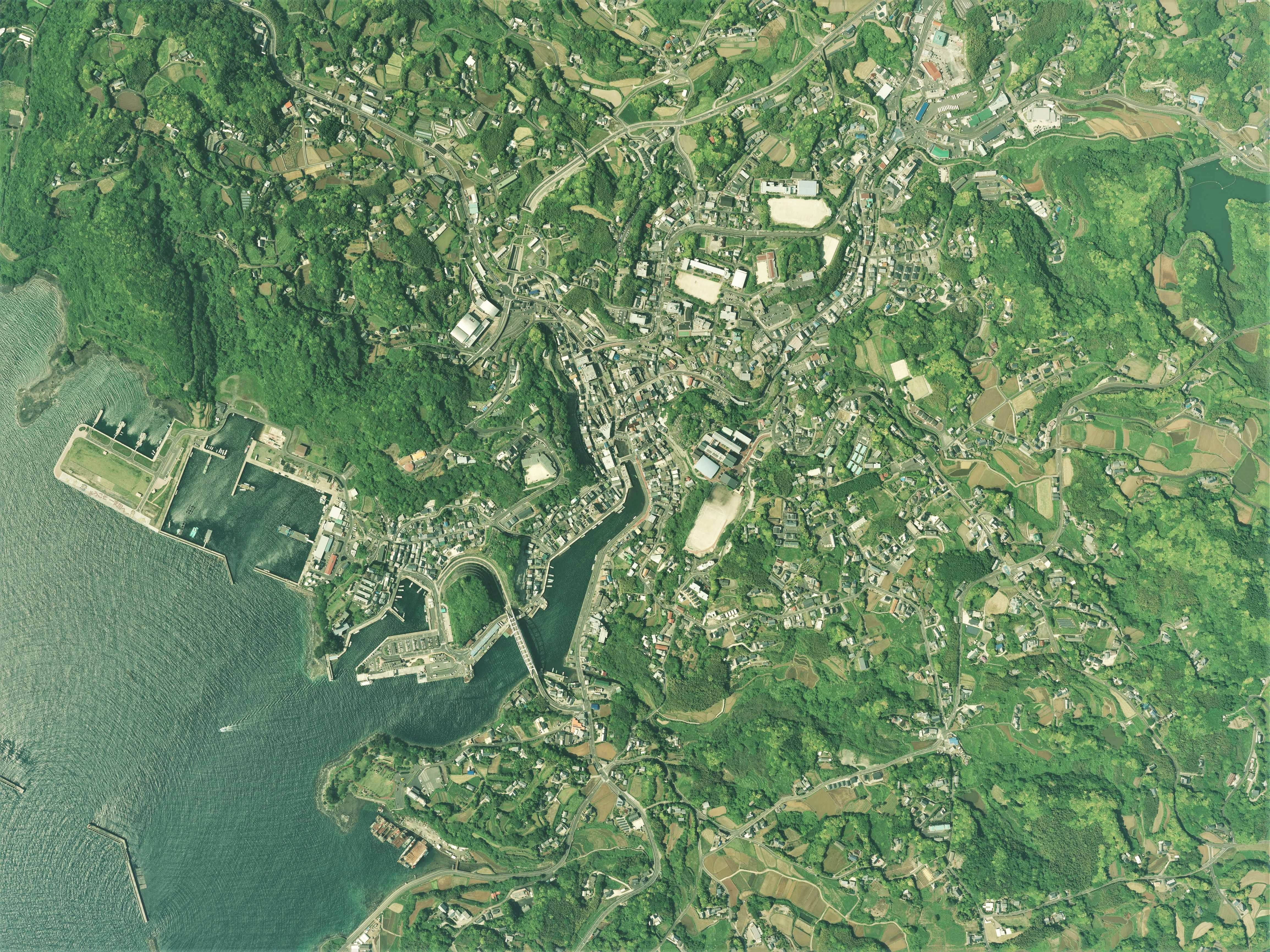
市役所が所在する旧郷ノ浦町中心部周辺の空中写真。
2017年5月11日撮影。。

### 位置
壱岐島は九州本土の福岡市から北西に約80km、佐賀県北端部の東松浦半島から北北西に約20kmの玄界灘上に位置する離島である。北西の海上に対馬が位置している。壱岐島の面積は133.82km2、南北17km、東西15km。有人島としては壱岐島の南西部の沖合いに原島と長島、大島が、北側の沖合いに若宮島の合計4島がある。また島周辺には19ヶ所の無人島がある。これらをまとめて壱岐（壱岐諸島）と呼ぶ。
市域全域が壱岐対馬国定公園に指定されている。

### 地形

#### 山岳
主な山
- 岳の辻（たけのつじ、標高212.8m、郷ノ浦町）
- 久美ノ尾（ぐみのお、標高175m、郷ノ浦町）
- 男岳（おんだけ、標高168m、芦辺町）
- 女岳（めんだけ、標高149m、芦辺町）

#### 河川
主な川
- 谷江川
- 幡鉾川
- 刈田院川（かりたいんがわ）

#### 湖沼
主な池
- 大清水池（勝本町布気触）

#### 島嶼
有人島
- 壱岐島
- 原島
- 長島
- 大島
- 若宮島

無人島
- 火島
- 阿瀬ノ島
- 机島
- 平島
- 児島
- 蛇島
- 牛島
- アカガ島
- 名烏島
- 辰ノ島
- 手長島
- 黒ヶ島
- 青嶋
- 赤嶋
- 名嶋
- 小島
- 金城瀬
- 妻ヶ島
- 小島[2]

### 気候
対馬と同様、暖流である対馬海流の影響を受けており比較的温暖な気候で、季節を問わず比較的湿度が高い。春先に吹く南寄りの強風を春一番と呼ぶが、元々は壱岐市の漁師達が呼んでいた物が気象用語となった。
| 芦辺（1991年 - 2020年）の気候      | 芦辺（1991年 - 2020年）の気候 | 芦辺（1991年 - 2020年）の気候 | 芦辺（1991年 - 2020年）の気候 | 芦辺（1991年 - 2020年）の気候 | 芦辺（1991年 - 2020年）の気候 | 芦辺（1991年 - 2020年）の気候 | 芦辺（1991年 - 2020年）の気候 | 芦辺（1991年 - 2020年）の気候 | 芦辺（1991年 - 2020年）の気候 | 芦辺（1991年 - 2020年）の気候 | 芦辺（1991年 - 2020年）の気候 | 芦辺（1991年 - 2020年）の気候 | 芦辺（1991年 - 2020年）の気候 |
| 月                                 | 1月                           | 2月                           | 3月                           | 4月                           | 5月                           | 6月                           | 7月                           | 8月                           | 9月                           | 10月                          | 11月                          | 12月                          | 年                            |
| ---------------------------------- | ----------------------------- | ----------------------------- | ----------------------------- | ----------------------------- | ----------------------------- | ----------------------------- | ----------------------------- | ----------------------------- | ----------------------------- | ----------------------------- | ----------------------------- | ----------------------------- | ----------------------------- |
| 最高気温記録 °C （°F）             | 18.6 (65.5)                   | 21.2 (70.2)                   | 22.5 (72.5)                   | 26.9 (80.4)                   | 29.7 (85.5)                   | 31.8 (89.2)                   | 34.6 (94.3)                   | 35.0 (95)                     | 34.0 (93.2)                   | 29.8 (85.6)                   | 25.7 (78.3)                   | 22.7 (72.9)                   | 35.0 (95)                     |
| 平均最高気温 °C （°F）             | 8.7 (47.7)                    | 9.7 (49.5)                    | 12.7 (54.9)                   | 17.2 (63)                     | 21.5 (70.7)                   | 24.3 (75.7)                   | 28.1 (82.6)                   | 29.7 (85.5)                   | 26.1 (79)                     | 21.6 (70.9)                   | 16.4 (61.5)                   | 11.2 (52.2)                   | 18.9 (66)                     |
| 日平均気温 °C （°F）               | 6.2 (43.2)                    | 6.9 (44.4)                    | 9.7 (49.5)                    | 13.7 (56.7)                   | 17.7 (63.9)                   | 20.9 (69.6)                   | 24.9 (76.8)                   | 26.3 (79.3)                   | 23.1 (73.6)                   | 18.7 (65.7)                   | 13.7 (56.7)                   | 8.5 (47.3)                    | 15.8 (60.4)                   |
| 平均最低気温 °C （°F）             | 3.7 (38.7)                    | 4.3 (39.7)                    | 7.0 (44.6)                    | 10.8 (51.4)                   | 14.8 (58.6)                   | 18.5 (65.3)                   | 22.7 (72.9)                   | 23.9 (75)                     | 21.0 (69.8)                   | 16.4 (61.5)                   | 11.0 (51.8)                   | 5.8 (42.4)                    | 13.3 (55.9)                   |
| 最低気温記録 °C （°F）             | −5.5 (22.1)                   | −5.6 (21.9)                   | −1.5 (29.3)                   | 1.8 (35.2)                    | 9.0 (48.2)                    | 12.0 (53.6)                   | 16.6 (61.9)                   | 17.4 (63.3)                   | 14.4 (57.9)                   | 6.6 (43.9)                    | 1.7 (35.1)                    | −3.4 (25.9)                   | −5.6 (21.9)                   |
| 降水量 mm （inch）                 | 76.1 (2.996)                  | 78.6 (3.094)                  | 127.8 (5.031)                 | 148.7 (5.854)                 | 165.0 (6.496)                 | 273.1 (10.752)                | 316.1 (12.445)                | 250.9 (9.878)                 | 173.7 (6.839)                 | 94.1 (3.705)                  | 97.5 (3.839)                  | 79.4 (3.126)                  | 1,880.9 (74.051)              |
| 平均降水日数 （≥1.0 mm）           | 8.5                           | 8.3                           | 10.1                          | 9.4                           | 8.9                           | 11.6                          | 10.9                          | 9.5                           | 10.4                          | 7.3                           | 7.9                           | 7.8                           | 110.6                         |
| 平均月間日照時間                   | 124.9                         | 138.3                         | 169.8                         | 190.2                         | 199.4                         | 134.0                         | 174.5                         | 195.0                         | 159.2                         | 174.2                         | 146.9                         | 133.8                         | 1,951.1                       |
| 出典1：Japan Meteorological Agency |                               |                               |                               |                               |                               |                               |                               |                               |                               |                               |                               |                               |                               |
| 出典2：気象庁                      |                               |                               |                               |                               |                               |                               |                               |                               |                               |                               |                               |                               |                               |

### 地域
市内の人が住んでいるか、住んだことがある場所の地名には必ず「浦」、「触」（ふれ）、「島」の何れかが付く。浦とは漁業、商業を中心とした地域で旧町村に置いて中心的な地域であった。触とは農業を中心とした地域で、郷ノ浦町本村触、諸吉本村触、山崎触、箱崎諸津触などの一部の例外を除き原則として散村形態を取る。島とは文字通り、壱岐島周辺の島である。現在妻ヶ島は町域名として残るものの、無人島となっている。
住所表記として用いられる「郷」の他に、行政上の単位で、自治会としても用いられる行政区の所属についても併記する。

#### 郷ノ浦町
壱岐市合併前に、旧石田村に編入した地域を除き町域名の前に郷ノ浦町（ごうのうらちょう）を冠する。郵便番号は811-51で始まる。
旧武生水（むしょうず）町
- 片原触（かたばるふれ）

行政区: 小林、片原北部、片原東部、片原南部、片原中部、喜応寺ヶ丘
- 郷ノ浦（ごうのうら）

行政区: 前下ル町、先下ル町、築出、先町、元居、本町(南半)、亀川迎町(南半)
- 庄触（しょうふれ）

行政区: 庄南部、庄中部、庄北部
- 永田触（ながたふれ）

行政区: 永田、今宮、新道(東半)、𨕫ノ尾(一部)
- 東触（ひがしふれ）

行政区: 中尾、𨕫ノ尾(大部分)、古城(南半)
- 本村触（ほんむらふれ）

行政区: 紺屋町、大里、大神、本村西部、新道(西半)、本町(北半)、亀川迎町(北半)
旧柳田（やなぎだ）村
- 牛方触（うしかたふれ、柳田村時代は半城牛方触）

行政区: 牛方
- 大浦触（おおうらふれ、柳田村時代は半城大浦触）

行政区: 大浦
- 木田触（きだふれ、柳田村時代は物部木田触）

行政区: 木田
- 田中触（たなかふれ、柳田村時代は物部田中触）

行政区: 田中、古城(北半)
- 半城本村触（はんせいほんむらふれ）

行政区: 半城本村
- 物部本村触（ものべほんむらふれ）

行政区: 物部本村
- 柳田触（やなぎだふれ、柳田村時代は物部柳田触）

行政区: 柳田
旧志原（しわら）村
- 釘山触（くぎやまふれ）

行政区: 釘山
- 志原西触（しわらにしふれ、志原村時代は西触）

行政区: 志原西
- 志原南触（しわらみなみふれ、志原村時代は南触）

行政区: 志原南第一、志原南第二
- 大原触（たいばるふれ）

行政区: 大原上、大原下
- 平人触（ひろうとふれ）

行政区: 平人
- 久喜触（くきふれ）（石田村に全域編入、現在は石田町久喜触）

旧初山（はつやま）村
- 坪触（つぼふれ）

行政区: 坪の東部　坪の中部　坪の南部
- 初山西触（はつやまにしふれ、初山村時代は西触）

行政区: 初山西の南部　初山西の中部　初山西の北部
- 初山東触（はつやまひがしふれ、初山村時代は東触）

行政区: 初瀬　初山東の東部　初山東の西部
- 若松触（わかまつふれ）

行政区: 若松の東部　若松の中部　若松の西部
旧渡良（わたら）村
- 大島（おおしま）

行政区: 大島
- 長島（ながしま）

行政区: 長島
- 原島（はるしま）

行政区: 原島
- 麦谷触（むぎやふれ）

行政区: 干水、麦谷、神ノ木、宇土、船越
- 渡良浦（わたらうら）

行政区: 神田、渡良浦、小崎
- 渡良西触（わたらにしふれ、渡良村時代は西触）

行政区: 迫、渡良西
- 渡良東触（わたらひがしふれ、渡良村時代は東触）

行政区: 大東、栗岳、牧前、牧後
- 渡良南触（わたらみなみふれ、渡良村時代は南触）

行政区: 前目、漆
旧沼津（ぬまづ）村
- 有安触（ありやすふれ、沼津村時代は長峰有安触）

行政区: 日ノ組、田ノ頭、海曲、尾越、崎辺
- 小牧西触（こまきにしふれ、沼津村時代は黒崎西触）

行政区: 小牧、母ヶ浦
- 小牧東触（こまきひがしふれ、沼津村時代は黒崎東触）

行政区: 森、小牧東、横内(西半)
- 里触（さとふれ、沼津村時代は黒崎里触）

行政区: 里
- 新田触（しんでんふれ、沼津村時代は黒崎新田触）

行政区: 新田
- 長峰東触（ながみねひがしふれ）

行政区: 山口、野志和
- 長峰本村触（ながみねほんむらふれ）

行政区: 長峰本村、篠石、横内(東半)

#### 勝本町
全域町域名の前に勝本町（かつもとちょう）。郵便番号は811-55で始まる。
旧勝本（かつもと）町
- 大久保触（おおくぼふれ、鯨伏村編入前は可須大久保触）

行政区: 大久保触
- 片山触（かたやまふれ、鯨伏村編入前は新城片山触）

行政区: 片山触
- 勝本浦（かつもとうら、鯨伏村編入前は可須勝本浦）

行政区: 築出、新町（大部分）、湯田、坂口、黒瀬東、上方（北半）、黒瀬仲、黒瀬西、鹿下東、鹿下仲、鹿下西、田間、川尻（東半）、正村、仲折、田中(大部分)、琴平(東半)、赤滝(西半)、馬場先(一部)
- 北触（きたふれ、鯨伏村編入前は新城北触）

行政区: 北触
- 西戸触（さいどふれ、鯨伏村編入前は可須西戸触）

行政区: 西戸触、蔵谷、田中(一部)、上方（南半）
- 坂本触（さかもとふれ、鯨伏村編入前は可須坂本触）

行政区: 坂本触、馬場先(大部分)、川尻（西半）、琴平(西半)
- 新城西触（しんじょうにしふれ）

行政区: 新城西触
- 新城東触（しんじょうひがしふれ）

行政区: 新城東触
- 仲触（なかふれ、鯨伏村編入前は可須仲触）

行政区: 仲触、天ヶ原（大部分）、塩谷、町ノ先、赤滝(東半)、新町（一部）
- 東触（ひがしふれ、鯨伏村編入前は可須東触）

行政区: 東触、天ヶ原（一部）　　　　
旧鯨伏（いさふし）村
- 上場触（うわばふれ、鯨伏村時代は立石上場触）

行政区: 上場触、湯ノ浦(一部)
- 立石仲触（たていしなかふれ）

行政区: 立石仲触
- 立石西触（たていしにしふれ）

行政区: 立石西触
- 立石東触（たていしひがしふれ）

行政区: 立石東触
- 立石南触（たていしみなみふれ）

行政区: 立石南触、山神
- 布気触（ふけふれ、鯨伏村時代は立石布気触）

行政区: 布気触、湯ノ浦(大部分)
- 本宮仲触（ほんぐうなかふれ）

行政区: 本宮仲触
- 本宮西触（ほんぐうにしふれ）

行政区: 本宮西触、火矢ノ先
- 本宮東触（ほんぐうひがしふれ）

行政区: 本宮東触
- 本宮南触（ほんぐうみなみふれ）

行政区: 本宮南触、白滝
- 湯本浦（ゆのもとうら、鯨伏村時代は立石湯野本浦）

行政区: 湯ノ本浦
- 百合畑触（ゆりはたふれ、鯨伏村時代は立石百合畑触）

行政区: 百合畑触

#### 芦辺町
壱岐市合併前に、旧石田村に編入した地域を除き町域名の前に芦辺町（あしべちょう）。
旧田河（たがわ）町
郵便番号は811-53で始まる。
- 芦辺浦（あしべうら、田河町時代は諸吉芦辺浦）

行政区: 芦辺浦日の出町、芦辺浦田町、芦辺浦向町、芦辺浦東部、芦辺浦東札場、芦辺浦平和、芦辺浦山口町、芦辺浦西部、芦辺浦西町、芦辺浦安泊、芦辺浦緑ヶ丘、芦辺浦吉ヶ久保
- 深江栄触（ふかえさかえふれ）

行政区: 深江栄、深江栄東、深江前目
- 深江鶴亀触（ふかえつるきふれ）

行政区: 深江鶴亀
- 深江東触（ふかえひがしふれ）

行政区: 深江東
- 深江平触（ふかえひらふれ）

行政区: 深江平
- 深江本村触（ふかえほんむらふれ）

行政区: 深江本村
- 深江南触（ふかえみなみふれ）

行政区: 深江南
- 諸吉大石触（もろよしおおいしふれ）

行政区: 諸吉大石、諸吉昭和町
- 諸吉仲触（もろよしなかふれ）

行政区: 諸吉須気、諸吉内坂、諸吉後目
- 諸吉東触（もろよしひがしふれ）

行政区: 諸吉山藤、諸吉山王、諸吉奈良
- 諸吉二亦触（もろよしふたまたふれ）

行政区: 諸吉二亦、諸吉高尾、諸吉辻林
- 諸吉本村触（もろよしほんむらふれ）

行政区: 諸吉本村、諸吉清水、諸吉外海、諸吉内海、諸吉大久保、八幡浦三軒屋、八幡浦西新町、八幡浦西町、八幡浦西中町、八幡浦東中町、八幡浦東町
- 諸吉南触（もろよしみなみふれ）

行政区: 諸吉南、諸吉今里
旧箱崎（はこざき）村
郵便番号は811-54で始まる。芦辺町となった時に、瀬戸浦を除き「箱崎」を冠称するようになった。
- 瀬戸浦（せとうら）

行政区: 瀬戸浦先の川、瀬戸浦南町、瀬戸浦仲町、瀬戸浦石橋町、瀬戸浦西町、瀬戸浦向町、瀬戸浦恵美須、瀬戸浦少弐、瀬戸浦津持、瀬戸浦桜木町、瀬戸浦新横浜、瀬戸浦新瀬戸
- 箱崎江角触（はこざきえすみふれ）

行政区: 箱崎江角
- 箱崎釘ノ尾触（はこざきくぎのおふれ）

行政区: 箱崎釘ノ尾
- 箱崎大左右触（はこざきたいそうふれ）

行政区: 箱崎大左右
- 箱崎谷江触（はこざきたにえふれ）

行政区: 箱崎谷江、箱崎谷江東
- 箱崎中山触（はこざきなかやまふれ）

行政区: 箱崎中山
- 箱崎本村触（はこざきほんむらふれ）

行政区: 箱崎本村
- 箱崎諸津触（はこざきもろつふれ）

行政区: 箱崎諸津
旧那賀（なか）村
郵便番号は811-57で始まる。
- 国分川迎触（こくぶかわむかえふれ）

行政区: 国分川迎
- 国分当田触（こくぶとうだふれ）

行政区: 国分当田
- 国分東触（こくぶひがしふれ）

行政区: 国分東
- 国分本村触（こくぶほんむらふれ）

行政区: 国分本村、国分開拓
- 住吉後触（すみよしうしろふれ）

行政区: 住吉後
- 住吉東触（すみよしひがしふれ）

行政区: 住吉東
- 住吉前触（すみよしまえふれ）

行政区: 住吉前
- 住吉山信触（すみよしやまのぶふれ）

行政区: 住吉山信
- 中野郷仲触（なかのごうなかふれ）

行政区: 中野郷元の口、中野郷惣清
- 中野郷西触（なかのごうにしふれ）

行政区: 中野郷西
- 中野郷東触（なかのごうひがしふれ）

行政区: 中野郷東
- 中野郷本村触（なかのごうほんむらふれ）

行政区: 中野郷本村
- 湯岳興触（ゆたけこうふれ）（旧石田村に約半分を編入、一部は石田町湯岳興触）

行政区: 湯岳辻里
- 湯岳今坂触（ゆたけこんざかふれ）

行政区: 湯岳今坂
- 湯岳本村触（ゆたけほんむらふれ）

行政区: 湯岳本村
- 湯岳射手吉触（ゆたけいてよしふれ）（旧石田村に全域編入、現在は石田町湯岳射手吉触）

#### 石田町
湯岳興触の一部を除き、全て町域名の前に石田町（いしだちょう） 。郵便番号は811-52で始まる。
旧石田（いしだ）村
- 池田仲触（いけだなかふれ）

行政区: 池田仲上、池田仲下
- 池田西触（いけだにしふれ）

行政区: 池田西上　池田西下
- 池田東触（いけだひがしふれ）

行政区: 池田東
- 石田西触（いしだにしふれ）

行政区: 石田西前、石田西原、昭和町
- 石田東触（いしだひがしふれ）

行政区: 石田東
- 印通寺浦（いんどうじうら、町制施行までは石田印通寺浦）

行政区: 君ヶ浦東、君ヶ浦西、田中、本町、祝町
- 筒城仲触（つつきなかふれ）

行政区: 筒城仲上、筒城仲下
- 筒城西触（つつきにしふれ）

行政区: 筒城西
- 筒城東触（つつきひがしふれ）

行政区: 筒城東北、筒城東南
- 妻ヶ島（つまがしま、町制施行までは石田妻ヶ島）
- 本村触（ほんむらふれ、町制施行までは石田本村触）

行政区: 本村
- 南触（みなみふれ、町制施行までは石田南触）

行政区: 南
- 山崎触（やまざきふれ、町制施行までは筒城山崎触）

行政区: 山崎
- 久喜触（くきふれ）（郷ノ浦町より全域編入）

行政区: 久喜
- 湯岳射手吉触（ゆたけいてよしふれ）（芦辺町より全域編入）

行政区: 射手吉
- 湯岳興触（ゆたけこうふれ）（芦辺町より約半分を編入、その為芦辺町湯岳興触が存在）

行政区: 興

### 人口
| |                                        |  |
| 壱岐市と全国の年齢別人口分布（2005年） | 壱岐市の年齢・男女別人口分布（2005年） |  |
| ■紫色 ― 壱岐市 ■緑色 ― 日本全国 | ■青色 ― 男性 ■赤色 ― 女性              |  |
| 壱岐市（に相当する地域）の人口の推移 \| 1970年（昭和45年） \| 42,983人 \| \| \| 1975年（昭和50年） \| 41,871人 \| \| \| 1980年（昭和55年） \| 41,035人 \| \| \| 1985年（昭和60年） \| 39,528人 \| \| \| 1990年（平成2年） \| 37,308人 \| \| \| 1995年（平成7年） \| 35,089人 \| \| \| 2000年（平成12年） \| 33,538人 \| \| \| 2005年（平成17年） \| 31,414人 \| \| \| 2010年（平成22年） \| 29,377人 \| \| \| 2015年（平成27年） \| 27,103人 \| \| \| 2020年（令和2年） \| 24,948人 \| \| |                                        |  |
| 総務省統計局 国勢調査より |                                        |  |
| 1970年（昭和45年） | 42,983人                               |  |
| 1975年（昭和50年） | 41,871人                               |  |
| 1980年（昭和55年） | 41,035人                               |  |
| 1985年（昭和60年） | 39,528人                               |  |
| 1990年（平成2年） | 37,308人                               |  |
| 1995年（平成7年） | 35,089人                               |  |
| 2000年（平成12年） | 33,538人                               |  |
| 2005年（平成17年） | 31,414人                               |  |
| 2010年（平成22年） | 29,377人                               |  |
| 2015年（平成27年） | 27,103人                               |  |
| 2020年（令和2年） | 24,948人                               |  |

## 歴史

### 古代
- 『古事記』に伊伎島と記され、国土誕生の際日本で最初に出来た大八島の一つとされる。
- 『魏志倭人伝』に、邪馬台国の支配下にあった一支国（いきこく）が存在したと記されている。→一支国
- 律令制下では壱岐国（いきのくに）として一つの令制国をなした。→壱岐国

### 近現代
明治
- 1871年（明治4年）
  - 7月14日- 廃藩置県により、平戸県となる。江戸時代、壱岐が平戸藩の領地であったことによる。
  - 11月14日 - 長崎県、大村県、島原県、平戸県、福江県が合併し、長崎県となる。
- 1872年（明治5年）2月 - 区制の施行に伴い、壱岐を第76大区、77大区、78大区の3大区とし、浦を村に合わせて22小区（22村）に区分。壱岐の自治制の基礎となる。
- 1873年（明治6年）12月 - 3大区を廃止・統合し、壱岐全島を第30大区とする。
- 1878年（明治11年）10月
  - 郡区町村編制法の長崎県での施行により、壱岐郡と石田郡の2郡となり、22村に分けられる。
  - 壱岐石田郡役所が石田郡の武生水(むしょうず)村に置かれる。
  - 長崎県議会議員の定数が決定し、 壱岐郡・石田郡合わせて定員3名となる。
- 1879年（明治12年）- 第1回長崎県会議員選挙が行われる。
- 1882年（明治15年）- 県会議員の定数を変更し、壱岐郡2名、石田郡1名（合計数は変化なし）とする。
- 1883年（明治16年）- 佐賀と分県し、現在の長崎県となる。
- 1889年（明治22年）4月1日 - 町村制施行により、現在の市域にあたる以下の各村が発足。
  - 石田郡 - 武生水村、渡良村、初山村、柳田村、沼津村、志原村、石田村
  - 壱岐郡 - 香椎村、鯨伏村、田河村、那賀村、箱崎村
- 1896年（明治29年）4月1日 - 郡制施行により、壱岐郡と石田郡が合併し改めて壱岐郡が発足。同日石田郡消滅。
  - 郡役所の名称が壱岐郡役所となる。

大正
- 1922年（大正11年）8月 - 壱岐総村組合を設立。
- 1925年（大正14年）4月1日 -【町制施行】武生水村⇒武生水町
- 1926年（大正15年） - 壱岐郡役所が廃止され、長崎県壱岐支庁が設置される。

昭和
- 1935年（昭和10年）4月1日 -【町制施行】香椎村⇒勝本町
- 1947年（昭和22年）11月3日 -【町制施行】田河村⇒田河町
- 1948年（昭和23年）4月1日 - 島内各町村の共同事務処理を目的として、壱岐郡町村組合が設立。
- 1955年（昭和30年）2月11日
  - 【新設合併】武生水町、渡良村、柳田村、沼津村、志原村、初山村⇒郷ノ浦町
  - 【新設合併】勝本町、鯨伏村⇒勝本町（新町制）
- 1955年（昭和30年）4月1日 - 【新設合併】田河町・那賀村⇒芦辺町
- 1956年（昭和31年）9月30日 -【編入】箱崎村を芦辺町へ
- 1958年（昭和33年）4月1日 -【編入】郷ノ浦町の一部を石田村へ
- 1961年（昭和36年）4月1日 -【編入】芦辺町の一部を石田村へ
- 1970年（昭和45年）8月1日 -【町制施行】石田村⇒石田町
- 1972年（昭和47年）4月1日 - 壱岐郡町村組合常備消防（壱岐市消防本部の前身）が発足。
- 1981年（昭和56年）4月1日 - 壱岐郡町村組合を壱岐広域圏町村組合と改称。

### 現代
平成
- 2004年（平成16年）
  - 2月29日 - 壱岐市合併に伴い、壱岐広域圏町村組合を解散。
  - 3月1日 -【新設合併・市制施行】郷ノ浦町、勝本町、芦辺町、石田町⇒壱岐市　同日、壱岐郡消滅。　
    - 壱岐市発足時の人口は約3万4000人で市役所は旧郷ノ浦町にある。
- 2005年（平成17年）
  - 3月1日 - 市制1周年を記念し市歌「壱岐洋洋」を制定。
  - 4月1日 - 長崎県の組織再編で、壱岐支庁が壱岐地方局と改称。
- 2007年（平成19年）4月1日 - パスポート事務が壱岐地方局から壱岐市役所総務課（郷ノ浦庁舎）に移譲される。
- 2009年（平成21年）4月1日 - 長崎県の組織再編で、壱岐地方局が壱岐振興局と改称。
- 2011年（平成23年）4月1日 - 壱岐島で1950年（昭和25年）[注 1] 以来61年ぶりに学校の統廃合が行われ、中学校が10校から4校に減少。

令和
- 2024年（令和6年）
  - 4月14日‐壱岐市長選挙にて16年ぶりに市長が交代。当選は篠原一生。

## 行政

### 市長
歴代市長
| 代       | 氏名     | 就任日        | 退任日        |
| -------- | -------- | ------------- | ------------- |
| 初代     | 長田徹   | 2004年4月18日 | 2008年4月17日 |
| 2代 -5代 | 白川博一 | 2008年4月18日 | 2024年4月15日 |
| 6代‐     | 篠原一生 | 2024年4月16日 | 現職          |

### 行政区域
壱岐全域を行政区域とする。

### 庁舎・役所
合併直後は総合支所方式であったが、現在は事実上の分庁方式となっている。また合併時の公約であった、市内中央の亀石に本庁を置くと言う案は事実上消滅しており、一極集中への懸念から本庁は旧四町の役場と別に設けられたが、現在は旧郷ノ浦町役場が本庁となっている。
- 壱岐市役所 - 下記の4庁舎は、支所の役割も合わせており、証明書の発行や届け出などの市民サービスを行っている。
  - 本庁（郷ノ浦庁舎／壱岐市郷ノ浦町本村触562）
    - 総務部（総務課・財政課・管財課・危機管理課）、企画振興部（政策企画課・観光商工課・地域振興推進課）、市民部（市民福祉課・こども家庭課・保護課・税務課）、会計課、選挙管理委員会、郷ノ浦支所
    - パスポート窓口

  - 勝本庁舎（壱岐市勝本町西戸触182-5）
    - 建設部（建設課・建築整備課・上下水道課）、勝本支所、隣接する西部開発センター内に議会事務局・監査委員事務局がある。

  - 芦辺庁舎（壱岐市芦辺町芦辺浦562）
    - 保健環境部（健康保健課・環境衛生課）、教育委員会（教育総務課・学校教育課・社会教育課）、芦辺支所

  - 石田庁舎（壱岐市石田町石田西触1290）
    - 農林水産部（農林課・水産課）、農業委員会、石田支所

  - 事務所 : 柳田事務所、渡良事務所、沼津事務所、志原事務所、初山事務所、湯本事務所、那賀事務所、箱崎事務所

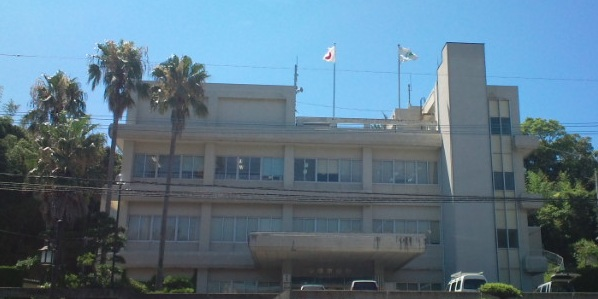
本庁（郷ノ浦庁舎）
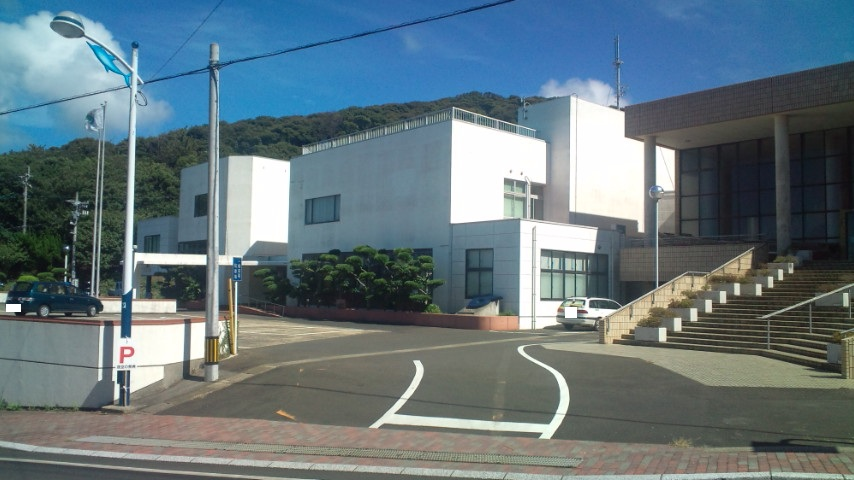
勝本庁舎
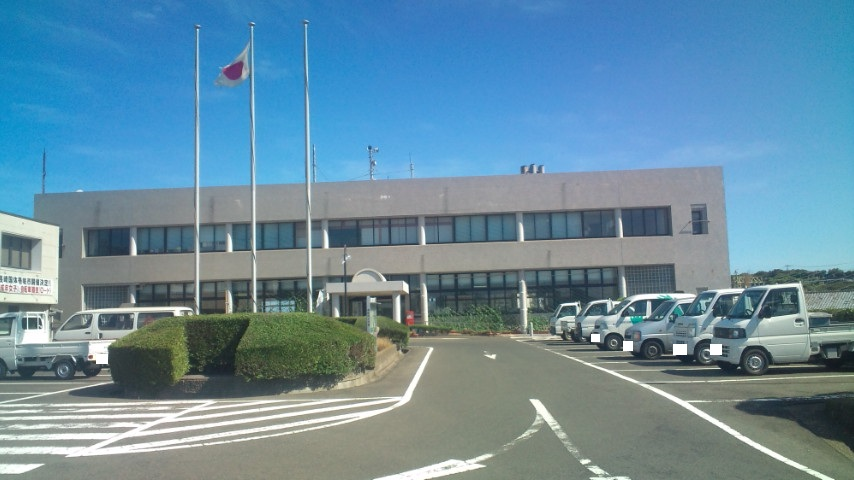
芦辺庁舎
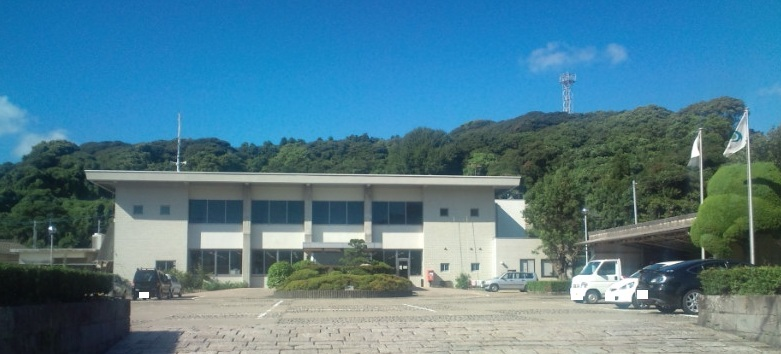
石田庁舎

### 県政機関
- 壱岐振興局
- 壱岐保健所
- 壱岐家畜保健衛生所

## 議会

### 市議会
- 定数：16人
- 任期：2021年8月7日 - 2025年8月6日[4]

### 衆議院
2024年衆議院議員補欠選挙
- 選挙区：長崎3区（佐世保市（早岐・三川内・宮の各支所管内）、大村市、対馬市、壱岐市、五島市、東彼杵郡、北松浦郡（小値賀町）、南松浦郡）
- 投票日：2024年4月28日
- 当日有権者数：231,747人
- 投票率：35.45％

| 当落 | 候補者名   | 年齢 | 所属党派     | 新旧別 | 得票数   |
| ---- | ---------- | ---- | ------------ | ------ | -------- |
| 当   | 山田勝彦   | 44   | 立憲民主党   | 前     | 53,381票 |
|      | 井上翔一朗 | 40   | 日本維新の会 | 新     | 24,709票 |

2021年衆議院議員総選挙
- 選挙区：同上
- 投票日：2021年10月31日
- 当日有権者数：236,525人
- 投票率：60.93％

| 当落 | 候補者名 | 年齢 | 所属党派   | 新旧別 | 得票数       | 重複 |
| ---- | -------- | ---- | ---------- | ------ | ------------ | ---- |
| 当   | 谷川弥一 | 80   | 自由民主党 | 前     | 57,223票     |      |
| 比当 | 山田勝彦 | 42   | 立憲民主党 | 新     | 55,189.084票 | ○    |
|      | 山田博司 | 51   | 無所属     | 新     | 25,566.906票 |      |
|      | 石本啓之 | 52   | 改新党     | 新     | 2,750票      |      |

## 国家機関

### 厚生労働省
- 長崎労働局対馬労働基準監督署壱岐駐在事務所
- 長崎労働局対馬公共職業安定所壱岐出張所

### 国土交通省
海上保安庁
- 第七管区海上保安本部 唐津海上保安部 壱岐海上保安署

### 財務省
国税庁
- 福岡国税局 壱岐税務署

### 防衛省
自衛隊
- 自衛隊長崎地方協力本部 壱岐駐在員事務所
- 海上自衛隊 佐世保地方隊 対馬防備隊 壱岐警備所

### 法務省
- 長崎地方法務局壱岐支局

検察庁
- 長崎地方検察庁壱岐支部
- 壱岐区検察庁

### 裁判所
- 長崎地方裁判所壱岐支部
- 長崎家庭裁判所壱岐支部
- 壱岐簡易裁判所

## 施設

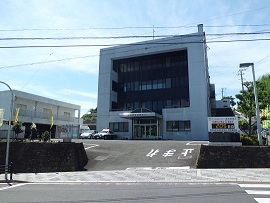
壱岐警察署

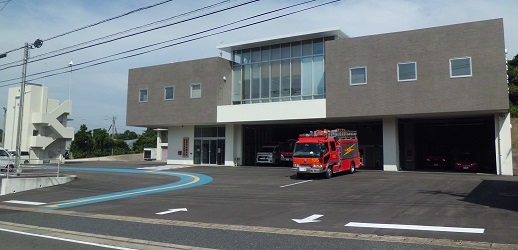
壱岐消防署

### 警察
本部
- 長崎県警察 壱岐警察署

駐在所
- 渡良警察官駐在所（壱岐市郷ノ浦町渡良浦1185-4）
- 初山警察官駐在所（壱岐市郷ノ浦町初山東触130-1）
- 志原警察官駐在所（壱岐市郷ノ浦町平人触77-3）
- 勝本警察官駐在所（壱岐市勝本町仲触468-31）
- 鯨伏警察官駐在所（壱岐市勝本町布気触977-2）
- 芦辺警察官駐在所（壱岐市芦辺町芦辺浦609-1）
- 那賀警察官駐在所（壱岐市芦辺町国分東触770-1）
- 箱崎警察官駐在所（壱岐市芦辺町箱崎大左右触923-10）
- 石田警察官駐在所（壱岐市石田町印通寺浦471-12）

### 消防
本部
- 壱岐市消防本部

消防署
- 壱岐消防署（壱岐市芦辺町中野郷西触411番地2）

支署
- 郷ノ浦支署（壱岐市郷ノ浦町志原西触676）

出張所
- 勝本出張所（壱岐市勝本町西戸触844-2）
- 壱岐空港出張所（壱岐市石田町筒城東触1724）

### 医療
主な病院
- 長崎県壱岐病院（旧・壱岐市民病院）

### 郵便局
市内に14局ある。
- 集配局 4局
  - 郷ノ浦郵便局、勝本郵便局、芦辺郵便局、石田郵便局
- 無集配局 6局
  - 渡良郵便局、沼津郵便局、初山郵便局、湯本郵便局、壱岐国分郵便局、壱岐瀬戸郵便局 ※渡良局・湯本局・壱岐国分局・壱岐瀬戸局は以前集配局であった。
- 簡易郵便局 4局
  - 古城簡易郵便局、志原簡易郵便局、柳田簡易郵便局、八幡浦簡易郵便局

### 図書館
- 壱岐市立郷ノ浦図書館
- 壱岐市立石田図書館

## 対外関係

### 姉妹都市・提携都市

#### 国内
姉妹都市
- 諏訪市（中部地方 長野県）

1994年（平成6年）5月24日 - 旧勝本町と諏訪市が河合曾良の終焉の地と生誕の地としての縁で、友好都市提携を結び、旧勝本町が他3町と合併後も新市に受け継がれる。
提携都市
- 朝来市（近畿地方 兵庫県）

2015年（平成27年）6月27日 - 江戸時代中期の但馬地方（現・朝来市）で起きた大規模な農村一揆で捕らえられ、壱岐の島に流罪となった小山弥兵衛（こやま やへえ）が、子どもたちに読み書き・そろばんを教授するなど当時の壱岐に住む人々の生活文化の向上に貢献したことから友好都市提携。
- 楢葉町（東北地方 福島県 双葉郡 ）

2016年（平成28年）9月4日 - 防災・教育・経済友好交流宣言を締結。

## 経済

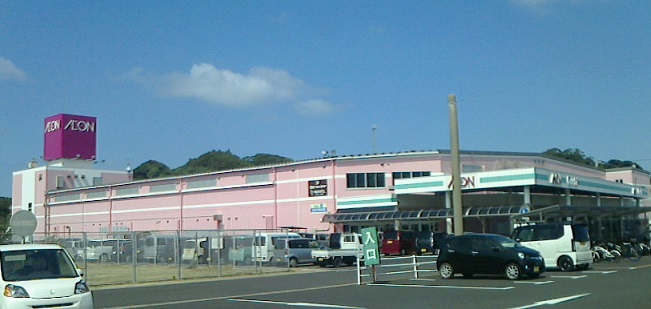
イオン壱岐店

行政的には長崎県に属するが、長崎県本土への直接の交通は長崎空港行きの小型機で一日二便しかない。地理的にも距離が近く、フェリー等の便数が多い福岡県や佐賀県との経済的な繋がりの方が大きい（「交通」の項も参照）。壱岐市の郵便番号(811-5-)も、電話の市外局番(0920)も福岡に近いものになっている。

### 第一次産業

#### 農業
県内第2位の面積の平野、深江田原を中心として稲作が盛んである。また古代米である赤米の生産も行われている。葉たばこ、メロン、ユズなどの生産量も多い。畜産業も盛ん。特に子牛生産は全国的にも有名で、高級牛と呼ばれる松阪牛や神戸牛の中には壱岐市生まれの牛が多数存在する。最近になって親牛まで育てないと地名を名前に冠する事が出来ないため、親牛まで肥育する畜産農家も現れ、壱岐牛として市場に出ている。

#### 漁業
夏場は近海でのイカ漁が行われる。特に剣先イカ漁が盛んで、その中でも大きく品質が良い物を選別し、「壱岐剣」としてブランド化を図っている。冬場はブリやマグロ漁が盛んであり、特にマグロは青森県大間町と並ぶ産地として知られる。半城湾などの一部の湾では真珠養殖なども行われている。

### 第二次産業

#### 工業
製造業
大手メーカーの工場などは存在しないが、海産物の加工業や、菓子製造業など小規模な製造業が営まれている。
醸造業
麦焼酎の発祥の地とされ、規模は小さいものの多数の醸造メーカーが操業している。
明治時代に17の蔵元があった日本酒づくりは平成初期の1990年に一時途絶えたが、重家酒造が2018年(平成30年）に再開した。

### 第三次産業

#### 商業
- 郷ノ浦、芦辺、勝本、石田の4地区に商店街がある。
- 長崎県の離島では唯一、芦辺地区にイオンの支店がある。（2015年8月まではダイエーだったが、ダイエーの店舗網再編に伴ってイオンストア九州へ移管し、同社から委託されたイオン九州の運営となった）
- 郷ノ浦町柳田地区にはドラッグストア（ドラッグストアモリ、コスモス）やディスカウントストア（ダイレックス）、レンタルビデオ（ゲオ）の支店が進出している。
- 2012年（平成24年）から2017年（平成29年）にかけてコンビニエンスストアが芦辺地区に1店（ファミリーマート）、郷ノ浦地区に2店（ポプラ（2021年（令和3年）5月からはローソン・ポプラ）・ファミリーマート）、勝本地区に1店（ポプラ（2021年（令和3年）5月からはローソン・ポプラ）、24時間ではない）、計5店が出店した。2015年（平成27年）6月には長崎県壱岐病院の売店として、24時間営業ではないがポプラグループの生活彩花が開店した。

### 金融機関
- 十八親和銀行 壱岐支店、壱岐中央支店、芦辺出張所
- ゆうちょ銀行 上記「郵便局」を参考
- JA壱岐市（JAバンク）壱岐本所、郷ノ浦支所、武生水出張所、勝本支所、芦辺支所、石田支所
- 九州信用漁業協同組合連合会（JFマリンバンク） 壱岐支店(旧勝本漁協信用部)、郷ノ浦出張所、八幡出張所、箱崎出張所、石田出張所、湯ノ本巡回店、芦辺巡回店

## 情報・通信

### マスメディア
離島自治体では珍しくローカルマスコミが発達している。
このほか出版では、漫画・アート雑誌『COZIKI』の刊行が2018年始まった。壱岐市のアイデア公募に応じて、キリンジ（東京）が編集し、壱岐島内で販売する。誌名は『古事記』と壱岐の読み方などを掛けた

#### 新聞社
- 壱岐新聞（2012年（平成24年）4月1日創刊）
- 壱岐新報（2012年（平成24年）4月1日創刊）
- 新壱岐新聞

#### 放送局
テレビ
- 壱岐市ケーブルテレビ（2011年4月開局）

ラジオ
- 島ラジオ壱岐（NPO法人で2011年2月に設立）壱岐市が整備するコミュニティFM放送設備を借用し5月10日の正午より自主放送を開始

#### 中継局
- 郷ノ浦中継局

## 生活基盤

### ライフライン

#### 電力
発電所

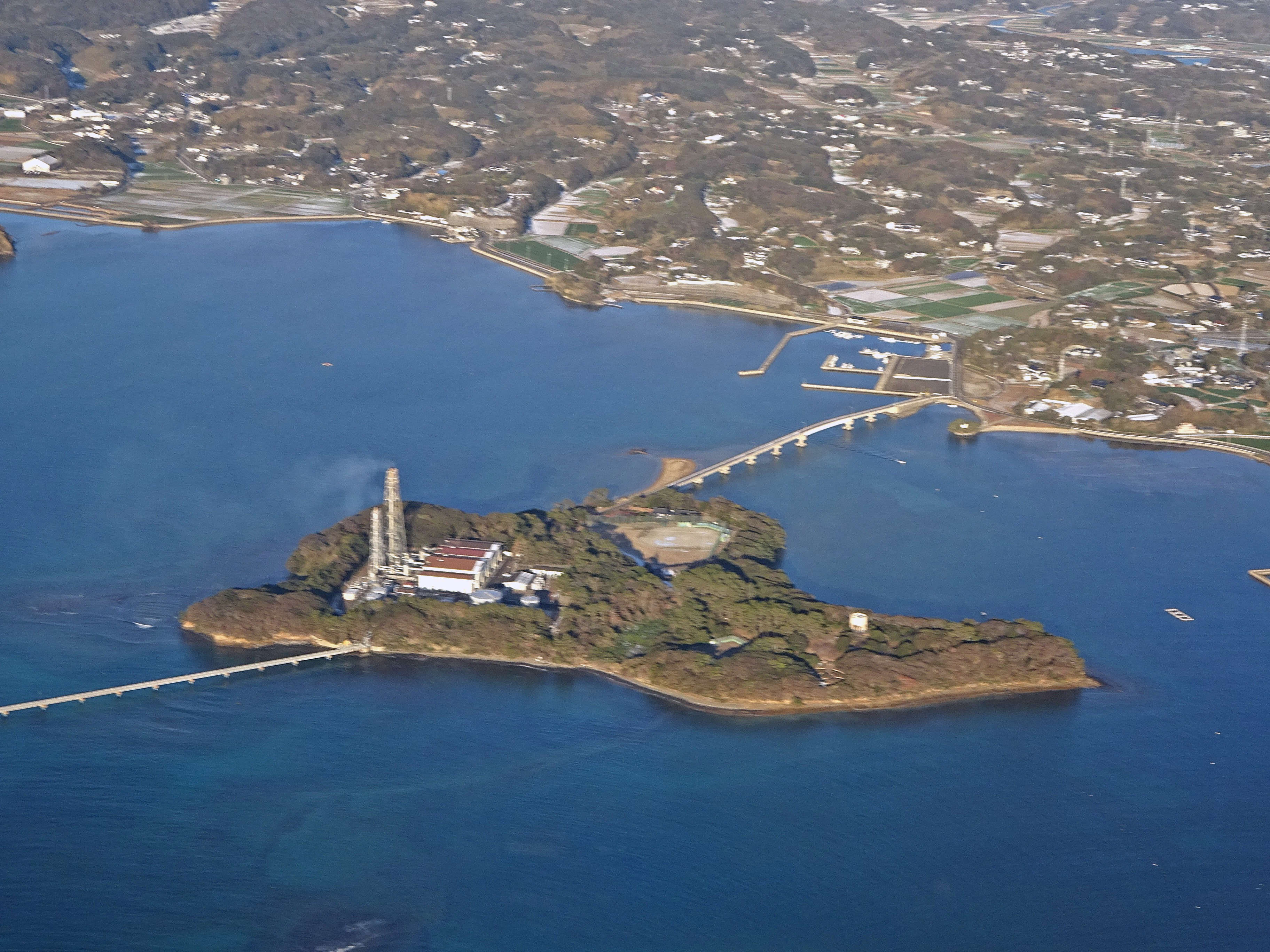
壱岐島の無定住島・青島を空撮
島内に九州電力新壱岐発電所がある。

- 九州電力芦辺発電所（内燃力発電、出力16,500kW）
- 九州電力新壱岐発電所（内燃力発電、出力24,000kW）

※2011年（平成23年）3月30日、九州電力は23年度供給計画を発表し、安定した電力供給の確保等を勘案し、「壱岐～本土連系計画」として壱岐市郷ノ浦町と佐賀県唐津市肥前町を6万6千ボルト2回線（海底ケーブル38km、陸上部12kmに回線を新設）で結ぶ計画を明らかにした。2011年（平成23年）調査開始、2015年（平成27年）着工、2017年（平成29年）運用開始としていた。しかし、着工予定の2015年にいたり「需給動向が不透明なことや、依然として厳しい経営状況が継続していることから工事計画を未定」とし、いまだ着工はされていない。
- 壱岐芦辺風力発電所（1基、定格出力2,000kW）

#### 上下水道
上水道
- 水道普及率 98.5%（2010年（平成22年）時点）[11]
- 水源 : 地下水が約70%、表流水（河川・ダム・貯水池）が約30%（2007年（平成19年）時点）[12]
- 表流水（河川・ダム・貯水池）[13]

永田ダム、門野田貯水池、勝本ダム、梅ノ木ダム、谷江川、西崎貯水池、大山貯水池
※他にも灌漑に利用される当田ダム（郷ノ浦町若松触）や多目的ダムの男女岳ダム（めおとだけ、芦辺町箱崎）がある。
- 浄水場
  - 郷ノ浦上水道 : 片原中継所、華光寺中継所、亀川中継所
  - 沼津柳田地区簡易水道 : 郷ノ浦浄水場、柳田中継所
  - 志原・初山地区簡易水道 : 門野田浄水場、大原中継所、当田中継所、初山中継所、門野田中継所
  - 湯本浦地区簡易水道 : 勝本ダム浄水場、神通中継所
  - 勝本浦地区簡易水道 : 山崎浄水場、真米浄水場
  - 芦辺地区簡易水道 : 芦辺浄水場
  - 八幡諸吉地区簡易水道 : 諸吉第1中継所、諸吉第2中継所
  - 深江住吉地区簡易水道 : 深江中継所、住吉中継所
  - 箱崎国分地区簡水 : 箱崎中継所
  - 石田地区簡易水道 : 大山浄水場、西崎浄水場、大川橋浄水場、西間浄水場、久喜浄水場、山崎浄水場

下水道
- 公共下水道普及率 9.7%（平成26年時点）[14]

## 教育

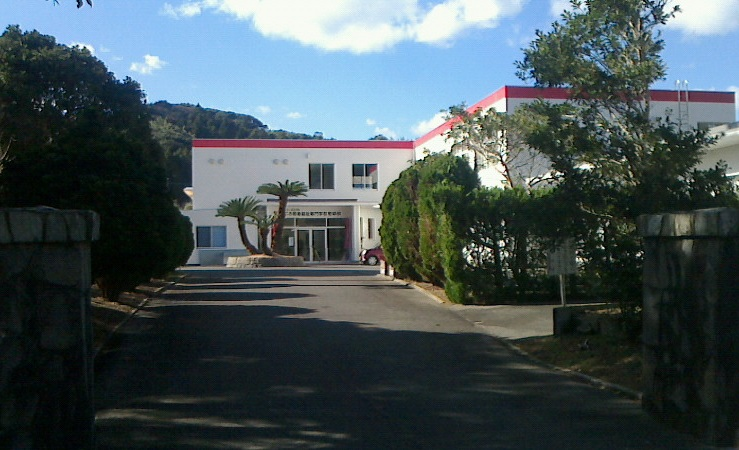
こころ医療福祉専門学校壱岐校
（2017年4月開校）

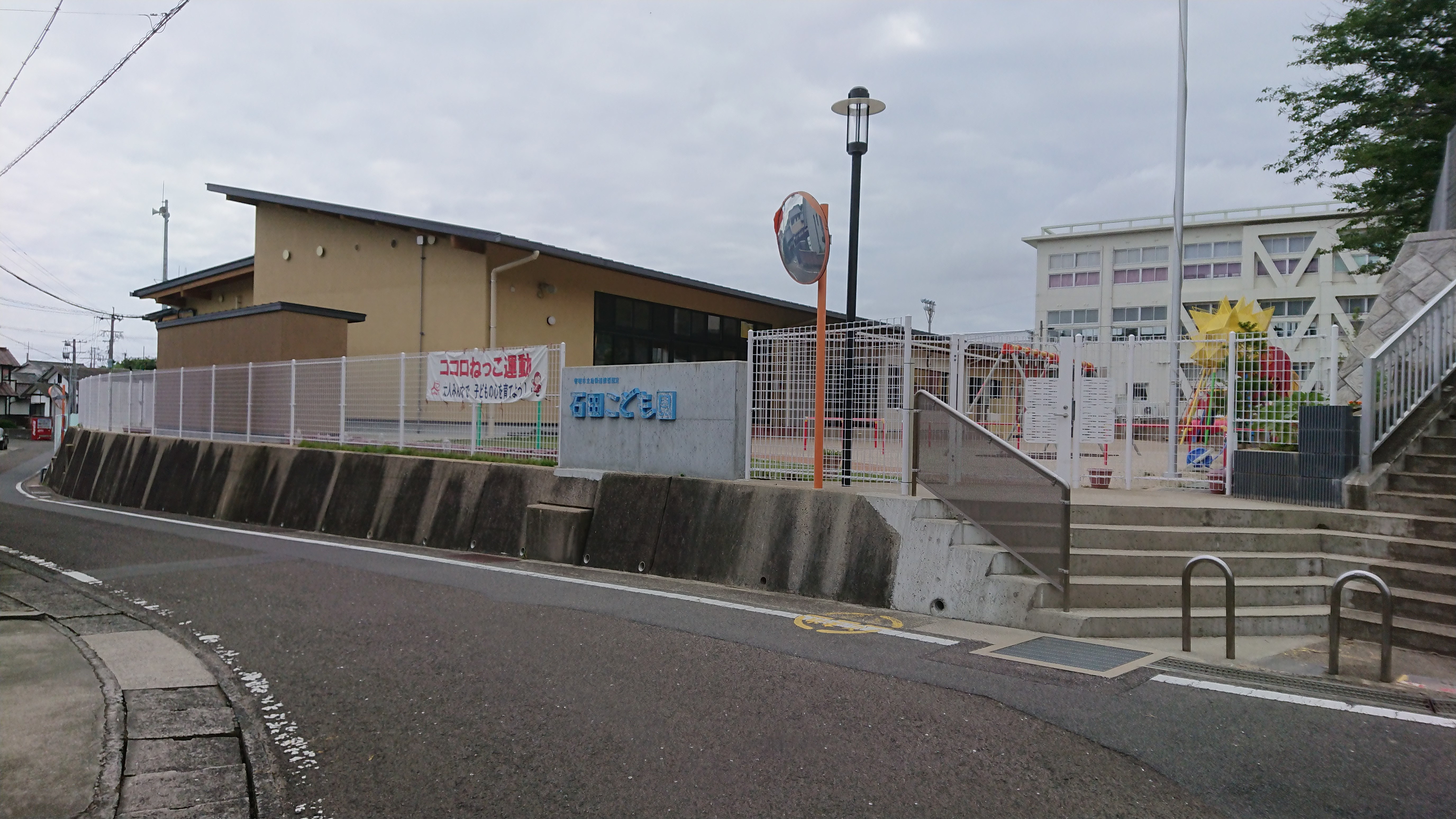
壱岐市立石田こども園

### 専修学校
- こころ医療福祉専門学校壱岐校（2017年（平成29年）4月開校、壱岐市立鯨伏中学校跡地）

### 高等学校
県立
- 長崎県立壱岐高等学校
- 長崎県立壱岐商業高等学校

### 中学校
市立
- 壱岐市立郷ノ浦中学校
- 壱岐市立勝本中学校
- 壱岐市立芦辺中学校
- 壱岐市立石田中学校

※規模適正化で統廃合になった中学校は長崎県中学校の廃校一覧#壱岐市を参考。

### 小学校
市立
- 壱岐市立盈科小学校（えいか）
- 壱岐市立渡良小学校
- 壱岐市立三島小学校
- 壱岐市立柳田小学校
- 壱岐市立沼津小学校
- 壱岐市立志原小学校

- 壱岐市立初山小学校
- 壱岐市立鯨伏小学校
- 壱岐市立勝本小学校
- 壱岐市立霞翠小学校（かすい）
- 壱岐市立箱崎小学校
- 壱岐市立瀬戸小学校

- 壱岐市立那賀小学校
- 壱岐市立田河小学校
- 壱岐市立八幡小学校
- 壱岐市立芦辺小学校
- 壱岐市立石田小学校
- 壱岐市立筒城小学校

※規模適正化で統廃合になった小学校（分校）は長崎県小学校の廃校一覧#壱岐市を参考。

### 幼児教育

#### 幼稚園
2019年（平成31年）3月末に壱岐市立石田幼稚園が石田保育所との統合で、壱岐市立石田こども園となった。
市立
- 壱岐市立郷ノ浦幼稚園
- 壱岐市立勝本幼稚園
- 壱岐市立霞翠幼稚園

- 壱岐市立鯨伏幼稚園
- 壱岐市立田河幼稚園
- 壱岐市立那賀幼稚園

- 壱岐市立箱崎幼稚園
- 壱岐市立瀬戸幼稚園

#### 保育所
市立
2019年（平成31年）3月末に壱岐市立石田保育所が石田幼稚園との統合で、壱岐市立石田こども園となった。2022年（令和4年）3月末に壱岐市立筒城保育所が閉園し、壱岐市立石田こども園に統合された。
2023年（令和5年）4月1日、市内一部の保育所を統合の上、壱岐市郷ノ浦町田中触1147番地に社会福祉法人北串会の運営で「いきひかりこども園」が開園する予定であったが、中止となった。渡良・沼津・初山のへき地保育所3か所は2024年（令和6年）3月末に、柳田・志原のへき地保育所2か所は2025年（令和7年）3月末に閉園した。
- 壱岐市立武生水保育所
- 壱岐市立三島保育所（大島）
  - 長島分園
  - 原島分園（休園中）
- 壱岐市立勝本保育所
- 壱岐市立芦辺保育所
- 壱岐市立八幡保育所

私立
- こどもの家（郷ノ浦町）
- まごころ保育園（郷ノ浦町）
- めぐみ保育園（芦辺町）
- めぐみの心保育園（芦辺町）
- 壱岐保育園（郷ノ浦町）
- ひまわり保育園（郷ノ浦町）

#### こども園
市立
- 壱岐市立石田こども園（2019年4月開園）

### 特別支援学校
県立
- 長崎県立虹の原特別支援学校壱岐分校 - 2015年（平成27年）4月に壱岐分教室から改称。
  - 小中学部（壱岐市立盈科小学校内）
  - 高等部（長崎県立壱岐高等学校内）

### 職業訓練校
県立
- 長崎県立壱岐高等職業訓練校

## 交通

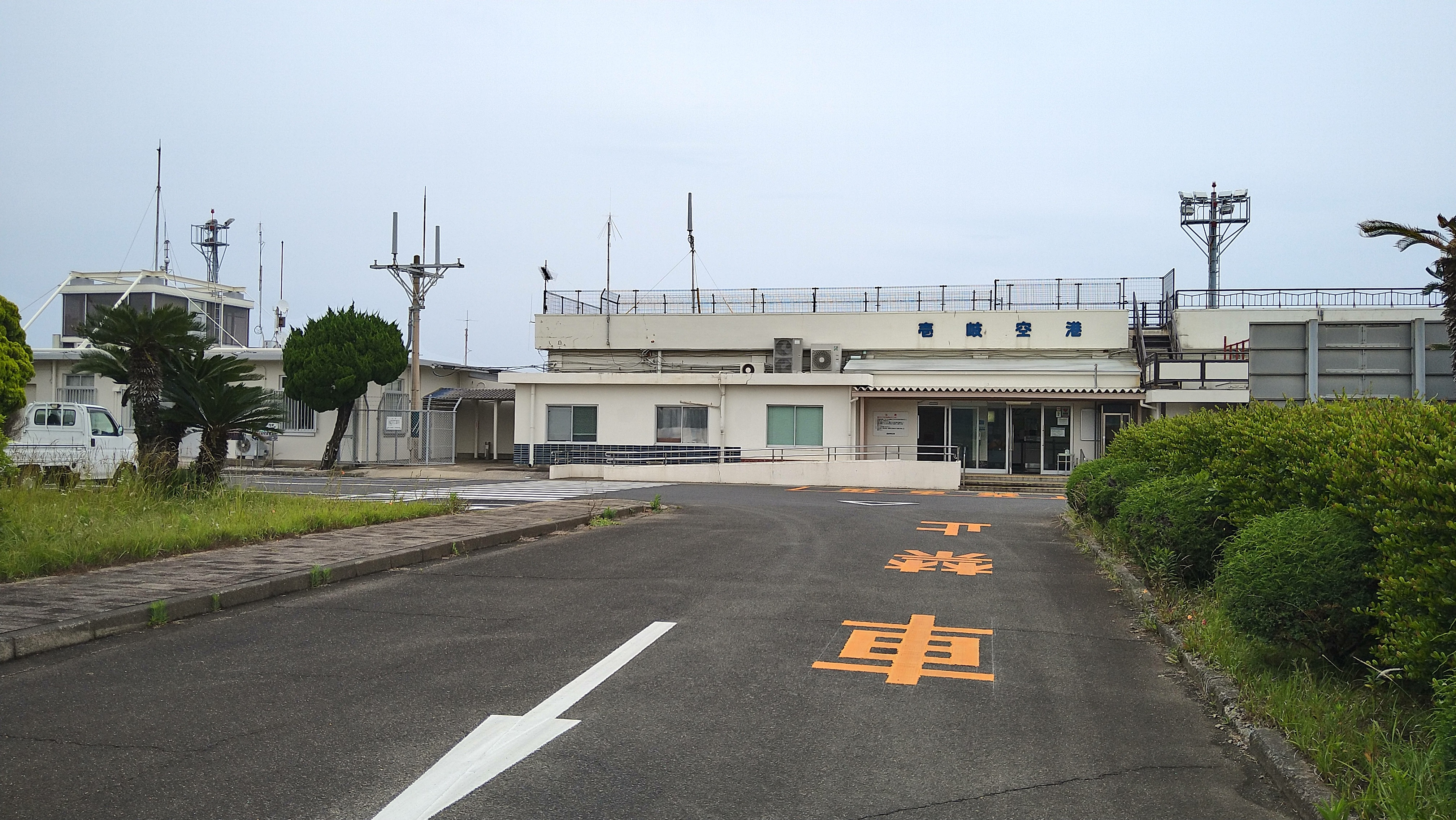
壱岐空港

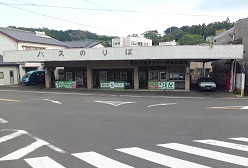
壱岐交通新道バスターミナル

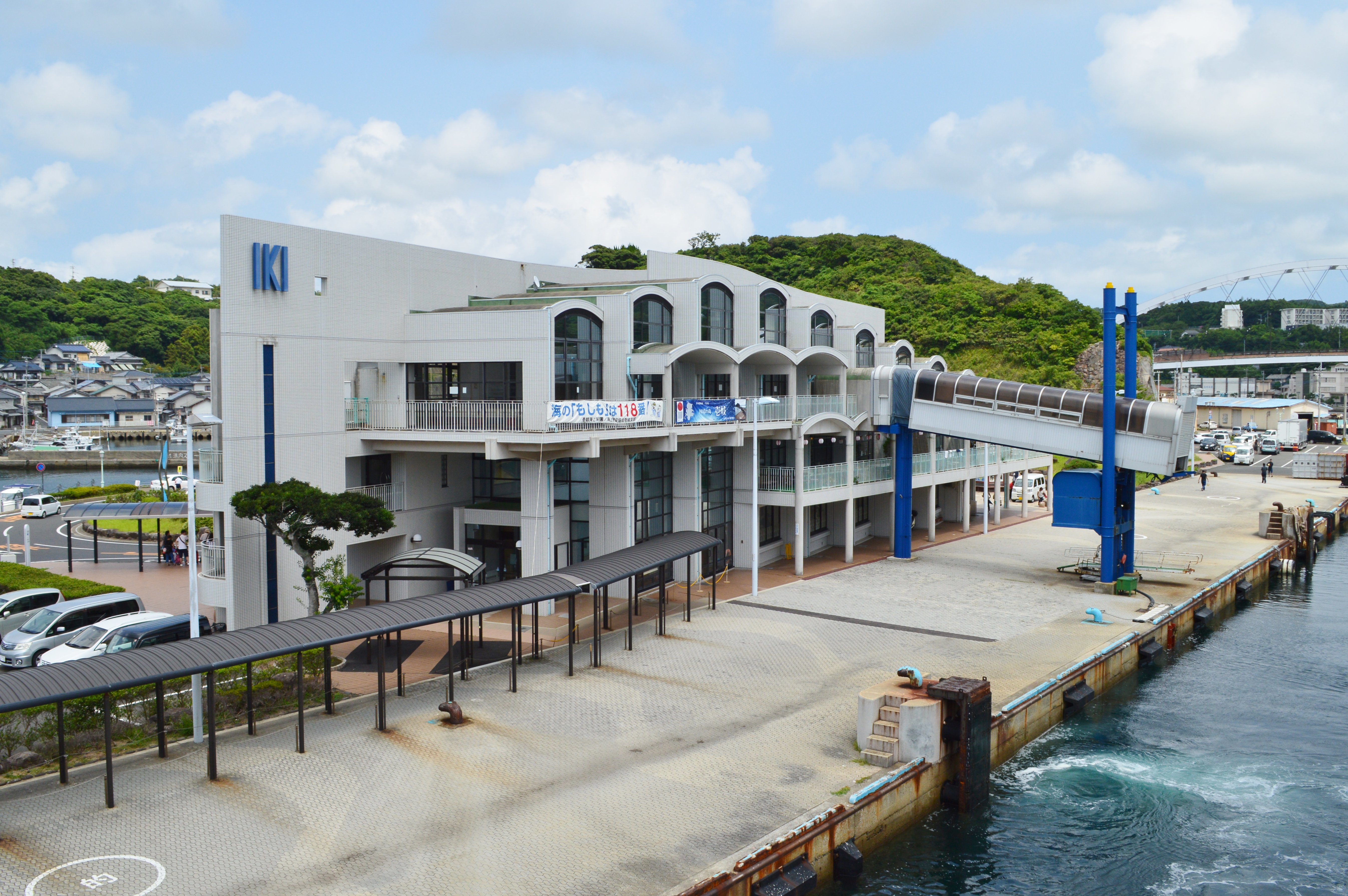
郷ノ浦港

### 空路
航空便については、オリエンタルエアブリッジが長崎空港との間に就航させている。かつてはエアーニッポンが就航しており、福岡空港便も存在したが、現在は撤退している。

#### 空港
- 壱岐空港
  - オリエンタルエアブリッジ(ORC)[注 4]：壱岐空港 - 長崎空港

### 鉄道
鉄道はなく、市内の交通は主に自家用車と路線バスが担っている。

### バス

#### 路線バス
- 壱岐交通

### 道路

#### 国道
- 国道382号

#### 県道
主要地方道
- 長崎県道23号勝本石田線
- 長崎県道25号郷ノ浦港線
- 長崎県道59号郷ノ浦沼津勝本線
- 長崎県道65号壱岐空港線

一般県道
- 長崎県道172号国分箱崎線
- 長崎県道173号郷ノ浦芦辺線
- 長崎県道174号湯ノ本芦辺線
- 長崎県道175号渡良浦初瀬線
- 長崎県道176号初瀬印通寺線
- 長崎県道231号湯ノ本勝本線

※長崎県道に関しての詳細は長崎県の県道一覧を参考。

### 航路
市外へは九州郵船のフェリー、ジェットフォイルが福岡市、唐津市の他、隣島の対馬市とを結んでいるほか、壱岐対馬シーラインがフェリーおよび高速船による博多 - 壱岐 - 対馬航路の開設を予定している。

#### 港湾
重要港湾
- 郷ノ浦港

地方港湾
- 勝本港
- 印通寺港（石田町印通寺浦）
- 森ノ浜港（郷ノ浦町有安触）

漁港
- 第1種漁港
  - 郷ノ浦地区 - 初瀬（はぜ）、大久保、小崎、神田、渡良柏（わたらかしわ）、母ケ浦（ほうがうら）、和歌、麦谷（むぎや）
  - 勝本地区 - 湯ノ本
  - 芦辺地区 - 諸津（もろつ）、恵比須（えびす）、八幡浦
  - 石田地区 - 山崎、七湊（ななみなと）、久喜（くき）
- 第3種漁港 - 芦辺漁港
- 第4種漁港 - 大島漁港

#### 船舶
定期旅客航路
- 九州郵船
- フェリー
  - 福岡市（博多港） - 壱岐市（郷ノ浦港・芦辺漁港） - 対馬市（厳原港）
  - 唐津市（唐津東港） - 壱岐市（印通寺港）
- ジェットフォイル
  - 福岡市（博多港） - 壱岐市（郷ノ浦港・芦辺漁港） - 対馬市（厳原港）

島内定期渡船
- 市営フェリーみしま（ドック入り中は代船壱岐）
  - 郷ノ浦港 - 渡良浦 - 原島 – 長島 – 大島

島内観光渡船
- 勝本町漁協が運営。4〜11月は定期運航。
  - 勝本港 - 辰の島

## 観光

### 名所・旧跡
城郭
- 勝本城跡 - 城山公園（勝本町坂本触）

神社
古来より神社が多く、延喜式において市内の24社が式内社に指定され、現在でも県内の総数の約11%に当たる150社が神社本庁に登録されている。下記は式内社とその他で特に有名な神社である。括弧内は読みと所在地を表す。
式内社
太字のものは壱岐国七大社を表す。
- 聖母宮（勝本町勝本浦）
- 本宮八幡神社（勝本町本宮西触）
- 住吉神社（芦辺町住吉東触）
- 国片主神社（くにかたぬし、芦辺町国分東触）
- 興神社（こう、芦辺町湯岳興触）
- 箱崎八幡神社（はこざきはちまん、芦辺町箱崎釘ノ尾触）
- 白沙八幡神社（はくさはちまん、石田町筒城仲触）
- 弥佐支刀神社（みさきと、郷ノ浦町大原触）
- 大国玉神社（おおくにたま、郷ノ浦町大原触）
- 国津井加美神社（くについかみ、郷ノ浦町本村触）
- 爾自神社（にじ、郷ノ浦町有安触）
- 見上神社（みかみ、郷ノ浦町若松触）
- 国津神社（郷ノ浦町渡良浦）
- 津神社（郷ノ浦町有安触）
- 中津神社（勝本町新城北触）
- 水神社（勝本町布気触）
- 阿多弥神社（あたみ、勝本町立石東触）
- 熊野神社 （勝本町立石南触）
- 手長比売神社（たながひめ、勝本町本宮西触）
- 月讀神社（芦辺町国分東触）
- 高御祖神社（たかみおや、芦辺町諸吉仲触）
- 佐肆布都神社（さつふと、芦辺町箱崎大左右触）
- 兵主神社（ひょうす、芦辺町深江本村触）
- 深江神社（芦辺町深江栄触）
- 角上神社（とかみ、石田町湯岳射手吉触）
- 津の宮神社（石田町池田西触）
- 海神社（かい、石田町筒城西触）

その他の神社
- 八坂神社（郷ノ浦町郷ノ浦／勝本町新城西触）
- 塞神社（さい、郷ノ浦町郷ノ浦）
- 新城神社（しんじょう、勝本町新城東触）- 平景隆を祀る。
- 壱岐神社（芦辺町瀬戸浦）- 少弐資時を祀る
- 男岳（男嶽）神社（おんだけ、芦辺町箱崎本村触）- 猿田彦大神を祀り、石猿群がある。
- 女岳神社（めんだけ、芦辺町箱崎）

古墳
歴史的に実力者が多く、多数の古墳が存在し、長崎県下の総数の約半数が市内に存在する。また一部が壱岐古墳群として国の史跡になっている。
- 鬼屋窪古墳（おにやくぼ、郷ノ浦町有安触）
- 大原天神の森古墳群（たいばるてんじんのもり、郷ノ浦町大原触）
- 松尾古墳（郷ノ浦町永田触）
- 大米古墳（おおごめ、郷ノ浦町初山東触）
- 双六古墳（そうろく、勝本町立石東触）- 長崎県内最大の前方後円墳
- 対馬塚古墳（つしまづか、勝本町立石東触）
- 日影古墳群（ひかげ、勝本町本宮南触）
- 掛木古墳 （かけぎ、勝本町布気触）
- 笹塚古墳（勝本町百合畑）
- 百合畑古墳群（ゆりはた、勝本町百合畑触）
- 鬼の巌古墳（おにのいわや、芦辺町国分本村触）- 「いわや」は「窟」や「岩屋」とも書く。
- 山の神1号墳（芦辺町国分本村触）
- 兵瀬古墳（ひょうぜ、芦辺町国分本村触）
- 百田頭古墳群（ひゃくたかしら、芦辺町国分本村触）
- 釜蓋古墳群（かまぶた、芦辺町国分本村触）
- カジヤバ古墳（芦辺町国分川迎触）
- 妙泉寺古墳群（みょうせんじ、芦辺町中野郷東触）
- 覩上山古墳群（とがみやま、芦辺町湯岳本村触）
- 大塚山古墳（芦辺町深江栄触）
- 平山1号墳（石田町石田東触）

遺跡
古来より大陸との交通の要衝に位置し、時代ごとに様々な遺跡が存在する。

- 原の辻遺跡（芦辺町と石田町にまたがる深江田原（たばる）平野）
- 車出遺跡（くるまで、郷ノ浦町田中触）
- 鎌崎遺跡（かまさき、郷ノ浦町片原触）
- 名切遺跡（なきり、郷ノ浦町片原触）
- 大宝遺跡（たいほう、郷ノ浦町志原南触）
- カラカミ遺跡（勝本町立石東触）
- 天ヶ原遺跡（あまがはら、勝本町東触）
- 串山ミルメ浦遺跡（くしやま、勝本町東触）
- 松崎遺跡（勝本町本宮南触）
- 石路遺跡（いしろ、勝本町立石西触）
- 大久保遺跡（おおくぼ、石田町筒城東触）
- 椿遺跡（つばき、石田町池田東触）

古戦場
- 文永の役古戦場（勝本町新城）
- 弘安の役古戦場（芦辺町箱崎）

### 観光スポット

#### 海水浴場
海岸には砂浜が多く、海水浴場として整備されている物が多数存在する。
- 筒城（つつき）浜海水浴場（快水浴場百選選定、石田町筒城仲触）
- 錦浜海水浴場（石田町筒城東触）
- 大浜海水浴場（石田町筒城東触）
- 清石（くよし）浜海水浴場（芦辺町諸吉本村触）
- 辰の島海水浴場（快水浴場百選選定、勝本町東触）
- 串山海水浴場 （勝本町東触）
- ツインズビーチ（郷ノ浦町渡良西触・郷ノ浦町渡良南触・郷ノ浦町渡良東触）

塩樽海水浴場と小水浜海水浴場の「2つ」を合わせてツインズビーチと呼ぶ。
- 里浜海水浴場（郷ノ浦町里触・小牧西触）
- 大島海水浴場（郷ノ浦町大島）

壱岐には数多くの名所がある。
- 岳の辻 - 壱岐島で一番高い山ということで展望台があり、壱岐島のほぼ全体を見渡せる。天気が良ければ対馬や九州本土が見える。
- 牧崎（郷ノ浦町渡良東触 渡良地区）
  - 鬼の足跡
  - ゴリラ岩
- 小牧崎公園（郷ノ浦町小牧西触 沼津地区）
- 猿岩（郷ノ浦町新田触 沼津地区）
- 黒崎砲台跡（郷ノ浦町新田触 沼津地区）
- 壱岐湯ノ本温泉（勝本町湯本浦、立石西触、本宮南触）
- 壱岐風土記の丘（勝本町布気触）
- 壱岐市立一支国博物館・原の辻ガイダンス（芦辺町）
- 河合曾良の墓（勝本町坂本触）
- 串山海洋性公園、イルカパーク（勝本町東触）
- 辰の島（勝本町東触辰の島）
  - 蛇ヶ谷
  - 海浜植物群落（天然記念物）
  - 鬼の足跡
- 千人塚
  - 少弐の千人塚
  - 箱崎中山触の千人塚
  - 箱崎新田の千人塚
  - 波止町の千人塚
- 男岳山石猿群（芦辺町箱崎本村触）
- 赤瀬鼻（芦辺町諸津触）
- はらほげ地蔵（芦辺町諸吉本村触 八幡地区） - 「ほげ」は九州の方言で「（穴が）あき」。お腹の部分に穴があいた地蔵のこと。
- 左京鼻（芦辺町諸吉本村触 八幡地区）
- 松永安左エ門記念館（石田町印通寺浦）

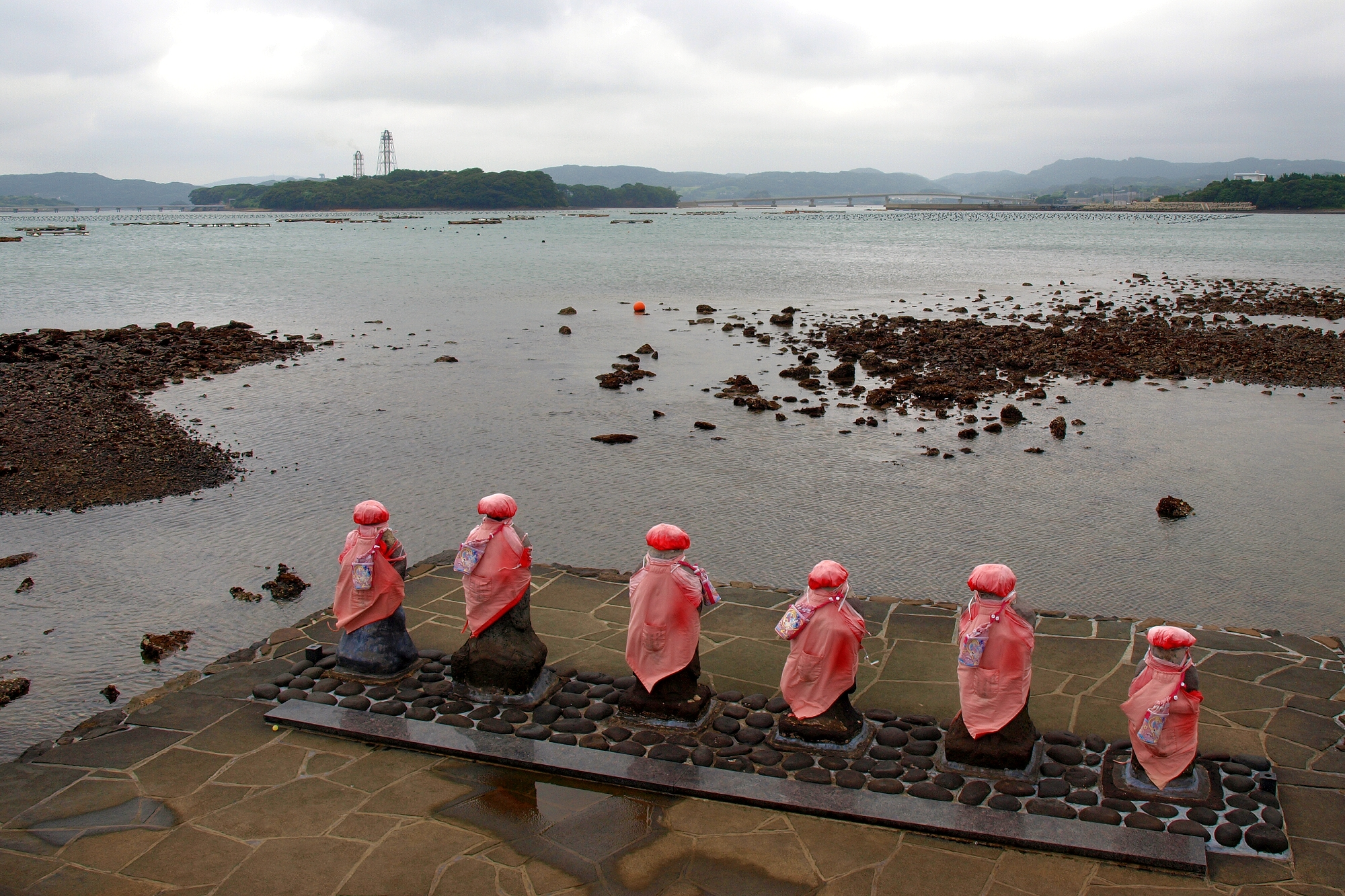
はらほげ地蔵
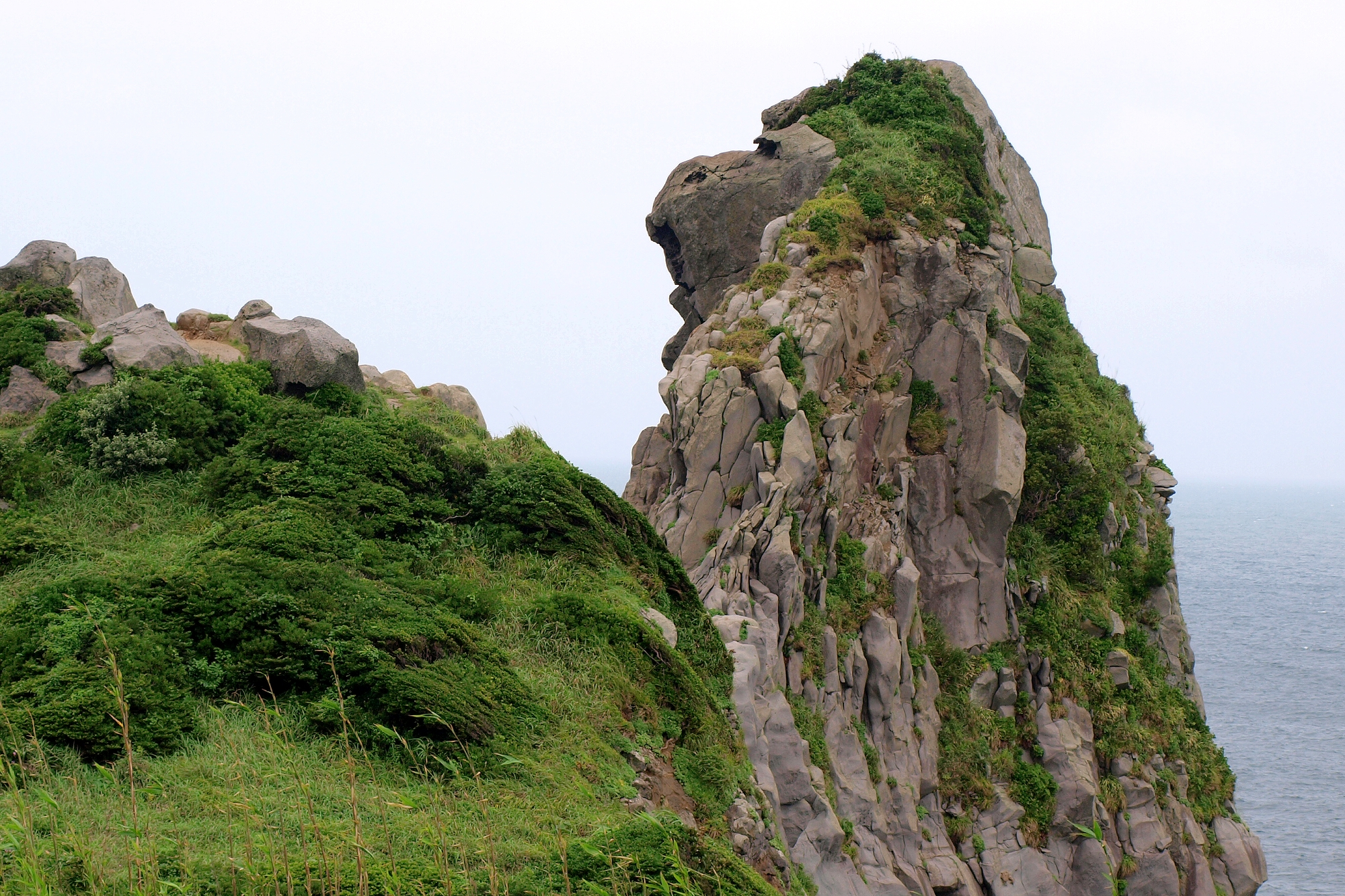
猿岩
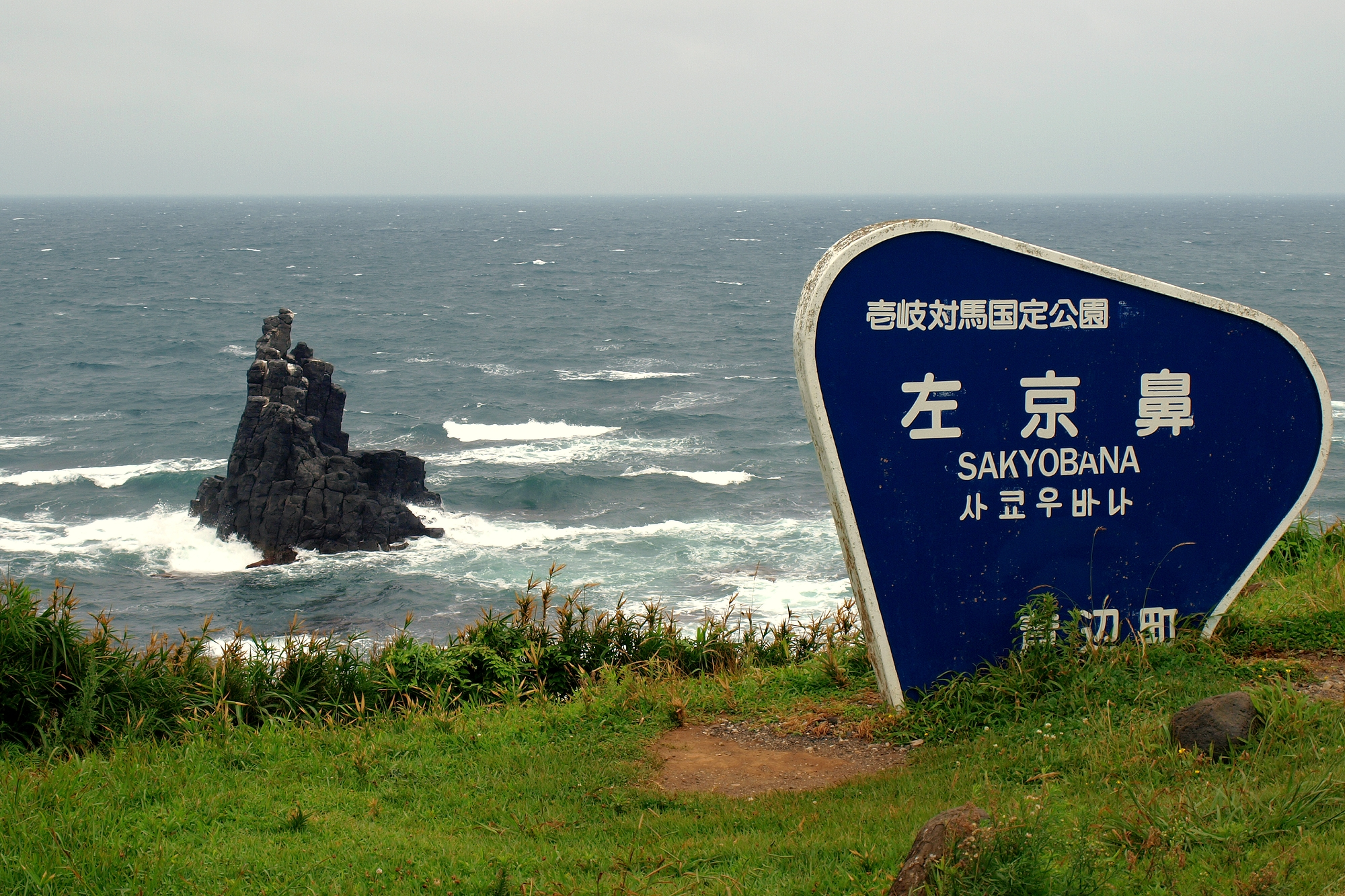
左京鼻
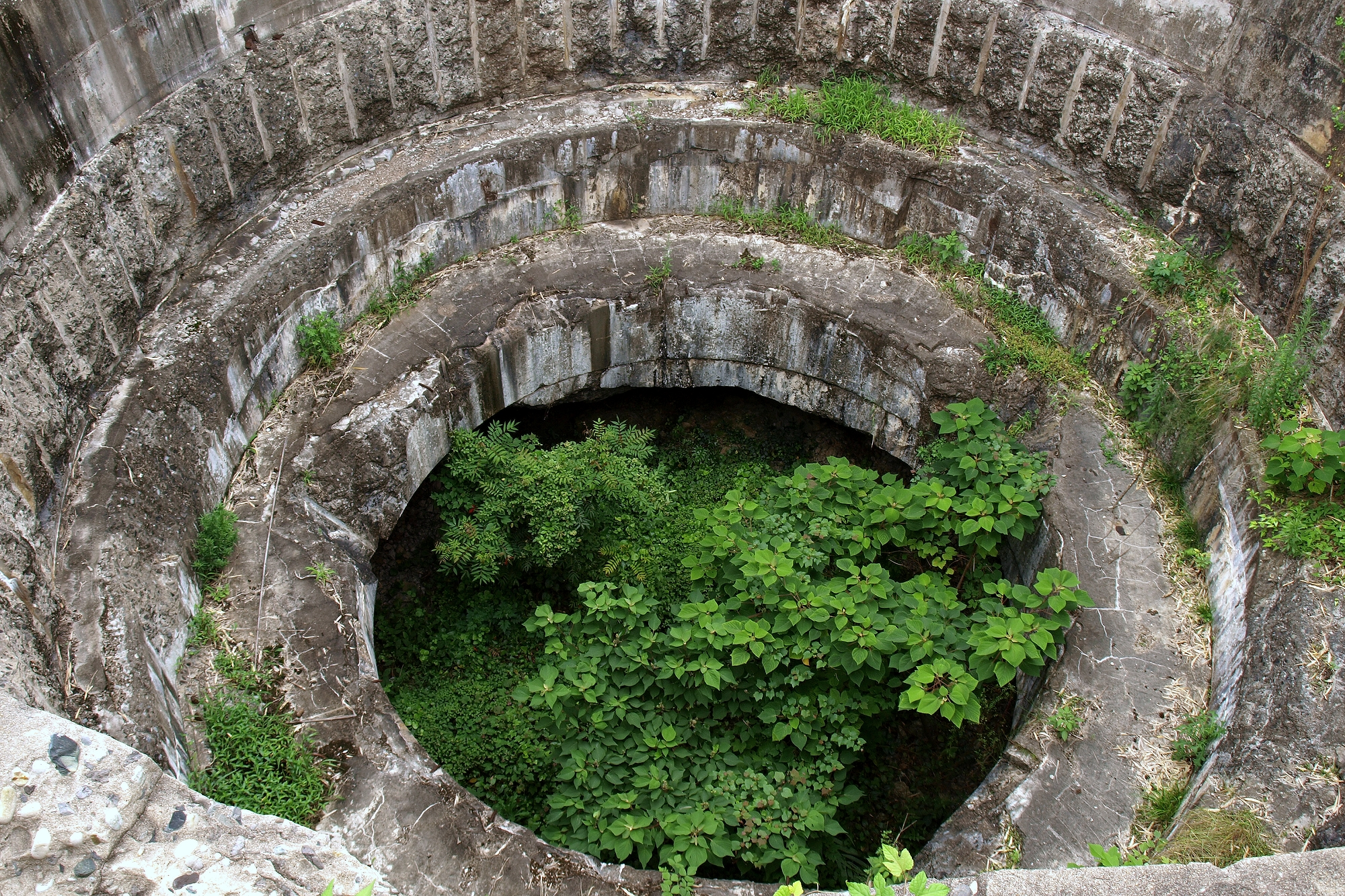
黒崎砲台跡

## 文化・名物

### 祭事・催事
- 壱岐の島 新春マラソン大会（1月の第2日曜日）
- 牛祭り（4月の第2日曜日）
- 壱岐サイクルフェスティバル（6月6日）
- 郷ノ浦祇園山笠（壱岐最大の夏祭り）（7月の第4土日曜日）
- 壱岐大大神楽公演（8月第1土曜日）
- 辰ノ島フェスティバル（8月第1日曜日）
- ペーロン競漕大会（8月14日）
- 壱岐夜空の祭典（壱岐最大の花火大会）（8月16日）
- 壱岐ウルトラマラソン（10月）- 2016年より始まった。
- 聖母宮大祭（壱岐最大の祭り）（10月10日 - 10月14日）
  - 御神幸祭（十日祭り）（10月10日）
  - 日供祭（10月10日 - 10月12日）
  - 宵の祭り（10月13日）
  - 例大祭（10月14日）
- 勝本港祭り（10月15日）
- 国分天満宮奉納相撲（10月上旬）
- 住吉神社壱岐大大神楽公演（12月20日）

### 名産・特産
- 麦焼酎（壱岐市は麦焼酎発祥の地とされ、壱岐焼酎はWTOの協定で産地保護を受ける。）
  - 壱岐の華 株式会社壱岐の華
  - 壱岐 玄海酒造株式会社
  - 壱岐っ娘（いきっこ） 壱岐の蔵酒造株式会社
  - 天の川 天の川酒造株式会社
  - 山乃守（やまのもり） 有限会社山の守酒造場
  - 猿川（さるこう） 株式会社猿川伊豆酒造
  - 雪洲 重家酒造株式会社
  - 松永安左エ門翁 玄海酒造株式会社
- 壱岐牛（原ノ辻遺跡より日本最古の牛骨が出土し、鎌倉時代末期編纂の『国牛十図』では壱岐の牛が登場[19]）
- 壱岐剣（最高級の剣先イカ）
- マグロ
- ウニ

## 出身関連著名人

### 出身著名人
政治・経済
- 松永安左エ門（実業家・衆議院議員）(1875～1971)
- 松永亀三郎（実業家・中部電力社長・中部経済連合会会長）(1915～1997)
- 真鍋儀十（衆議院議員）(1891～1982)
- 牧山耕蔵（衆議院議員）
- 平山泰朗（衆議院議員）
- 山本啓介（参議院議員）
- 熊本利平（実業家）
- 深山祐助（レオパレス21創業者。株式会社MDI代表取締役会長）
- 深山英世（レオパレス21代表取締役社長）

学問・研究
- 原田幸明（科学者）
- 下条晃司郎（化学者、大学教授）

文化・芸能
- 鈴木栄太郎（社会学者）(1894～1966)
- 真実一男（経済学者）(1920 - 2004)
- 山口常光（音楽家）(1894～1977)
- 青木伸子（女優）
- 岡本隆子（元タレント、吉本新喜劇座員、笑福亭仁鶴の妻）（1944～2017）
- 小金丸幾久（彫刻家）(1915～2003)
- 小南数麿（ギタリスト）
- 中上史行（歴史研究家）(1930～1997)
- 長谷川友子（ローカルタレント）
- 三富朽葉（詩人）(1889～1917)

スポーツ選手
- 酒井圭一（プロ野球選手）
- 下條雄太郎（競艇選手）

### 関連著名人
壱岐市ゆかりの人物
いずれも故人
- 下條正巳（俳優）
- 白石一郎（作家）

観光大使

## 壱岐市を舞台とした作品
- 奈緒子
- 波光きらめく果て
- Ghost of Tsushima

## 壱岐氏とそれに由来する地

### 壱岐氏
壱岐土着の首長は壱岐県主（あがたぬし）・壱岐直（あたい）を称した。『日本書紀』』応神紀には「壹伎直の祖眞根子」（壱岐直祖真根子（いきのあたいのそまねこ））の記述があり、筑紫の視察に来ていた武内宿禰が弟の讒訴を受けた際に自分はあなたに容貌が似ているからと身代わりになり亡くなったとしている。
『式内社調査報告』によると山背国葛野郡に月読社（京都市西京区の月読神社）が置かれ、壱岐県主の押見宿禰という人物がその祠に奉仕したとあり、上田正昭はここから壱岐市にある式内社の月読神社から分祀された唱えて受け入れられ通説となっている。
壱岐氏や同族の直氏、ト部氏（壱岐卜部氏）は壱岐県主（国造）の後裔氏族とされる。一方、伊吉嶋造（みやつこ）を称した系統が別にあると考えられており、畿内あるいは北九州から来た豪族が壱岐に定着した可能性も指摘されている。伊吉博徳や雪宅麻呂がこの系譜とされ、『新撰姓氏録』では渡来人系統の「諸蕃」とされている。

### 福岡市西区の地名「壱岐」
福岡市西区には壱岐直祖真根子を祭神として祀っている「壱岐神社」がある。この近くには神功皇后が三韓征伐に出発する際に戦勝を祈願したとされる「生（いき）の松原」と呼ばれる場所があり、この「生」にも「壱岐」が関係しているのではないかと考えられている。福岡市西区には、「壱岐団地」や「壱岐小学校」「壱岐中学校」「壱岐交番」「壱岐農協」などがある、壱岐と呼ばれる地区がある。